# Yusneylis Guzmán
Yusneylis Guzmán Lopez (ur. 8 sierpnia 1996) – kubańska zapaśniczka walcząca w stylu wolnym. Srebrna medalistka olimpijska z Paryża 2024 w kategorii 50 kg i dwunasta w Tokio 2020 w tej samej wadze. 
Zajęła dziewiętnaste miejsce na mistrzostwach świata w 2023. Mistrzyni igrzysk panamerykańskich w 2023, druga w 2019 i piąta w 2015. Złota medalistka mistrzostw panamerykańskich w 2019; brązowa w 2023 i 2025. Złota medalistka igrzysk Ameryki Środkowej i Karaibów w 2023, srebrna w 2014 i brązowa w 2018 roku.